# Propallene magnicollis
Propallene magnicollis is een zeespin uit de familie Callipallenidae. De soort behoort tot het geslacht Propallene. Propallene magnicollis werd in 1951 voor het eerst wetenschappelijk beschreven door Stock. 